# Marcello Nencioni
Marcello Nencioni (Genova, 26 novembre 1928 – Treviso, 17 dicembre 2005) è stato un attore, giornalista e conduttore radiofonico italiano.

## Biografia
Inizia da giovanissimo come attore nelle compagnie teatrali più quotate del momento come la compagnia Memo Benassi, Tatiana Pavlova, Umberto Melnati, Diana Torrieri e molte altre. Dopo 10 anni di teatro collabora con la sede Rai del Veneto.

## La Radio
È stato l'annunciatore per la sede regionale della RAI del Veneto
Tra le trasmissioni radiofoniche ricordiamo:
- El Liston. Con lui collaboravano: Lino Toffolo, Giuseppe Maffioli, Mirko Petternella, Maria Pia Colonnello e il complessino del Liston. Regista della trasmissione, che era il supplemento domenicale del Giornale del Veneto, era Sergio Cesca.

Con la nascita del TG3, Nencioni diventa conduttore del Giornale Radio regionale, fino al 1993.
Insieme a Maria Pia Colonnello, Elsa Fonda, Giovanna Caine, morta tragicamente in un incidente automobilistico, Maria Maschietto e poi ad Emilia Verrua, e alternato ad Ezio De Santi, Nencioni fu la voce degli annunci pubblicitari, che al termine degli annunci, suonava con un suono forte o debole il gong, che per curiosità voleva dire: "Fine degli annunci". Molti ricorderanno che gli annunci erano trasmessi, sia al termine del Giornale Radio del Veneto delle 12:10, che sulle rubriche della Sede Rai del Veneto, esattamente alle 14:20.
Muore il 17 dicembre 2005 a 77 anni, per una lunga malattia.

## Prosa televisiva RAI
- Il Principale, di Luigi Barzini junior, con Mario Castellani, Xenia Valderi, Marcello Nencioni, Annabella Cerliani, regia di Alessandro Brissoni, Compagnia del Teatro delle 15 diretta da Maner Lualdi, trasmessa il 27 marzo 1956.